# Dionysos (mythologie)
Dionysos (Oudgrieks: Διόνυσος,  Diónysos; Διώνυσος, Diṓnysos; Latijn: Dionysus) of Bakchos (Grieks: Βάκχος, Bákchos; Latijn: Bacchus), soms ook Iakchos (Grieks: Ἵακχος; Latijn: Iacchus), of Bromios, is een figuur uit de Frygische, Thracische en Griekse mythologie. Hij is de god van wijn(bouw) en fruitteelt, de groeikracht van de aarde, van wetten, de menselijke beschaving, geestdrift en enthousiasme, poëzie, theater en muziek. Hij had in verschillende opzichten een belangrijke invloed op het leven, denken en werken van de Grieken en Romeinen.

## Ouders, geboorte en jeugd
Dionysos was de zoon van Zeus en Semele, de dochter van de Thebaanse koning Kadmos. De liefde die Zeus voor Semele koesterde wekte in hoge mate de jaloezie van Hera op. Zij ging onder een valse gedaante (Beroë) naar Semele en overreedde haar om Zeus te vragen om als bewijs dat hij werkelijk de god van de hemel was, zich aan haar in al zijn heerlijkheid zou vertonen. Door een eed gebonden moest Zeus het dwaze verzoek inwilligen, maar toen hij in de volle vuurgloed van zijn bliksem tot de ongelukkige kwam, verbrandde zij met haar huis.
Hermes redde echter het kind dat zij in haar schoot droeg, en dadelijk ontsprongen uit de zuilen van het paleis klimopranken, die met hun koele bladeren het kind beschermden. Zeus verborg zijn zoon in zijn dij, tot de tijd van zijn geboorte zou gekomen zijn, en toen Dionysos voor de tweede maal ter wereld kwam, gaf hij hem ter verzorging en opvoeding over aan de nimfen van Nysa. Oorspronkelijk was dat een mythisch oord; later droegen verschillende streken in Griekenland die naam. Daar werd het kind onder de trouwe zorg van de nimfen opgevoed.
Een andere overlevering noemt Ino, de zuster van zijn moeder Semele, als zijn opvoedster, en laat hem eerst bij de nimfen komen, nadat ook zij voor de vervolgingen van Hera had moeten zwichten.
In Frygië en Lydië bestond ook de van het oorspronkelijke Griekse verhaal afwijkende sage, dat de god voor zijn opvoeding aan Rheia-Kybele zou zijn toevertrouwd.
Toen Dionysos volwassen was, plantte hij een wijnstok en met de daaruit gewonnen drank bedronk hij zichzelf en zijn opvoedsters en de demonen van het woud. Ieder die met hem in aanraking kwam, werd door de zoete geur van de nieuwe drank verleid en schaarde zich bij de stoet, waarmee Dionysos door de wereld trok om de wijn, nieuwe gave, die hij de mensheid schenken wilde, te verspreiden.

## Eigenschappen

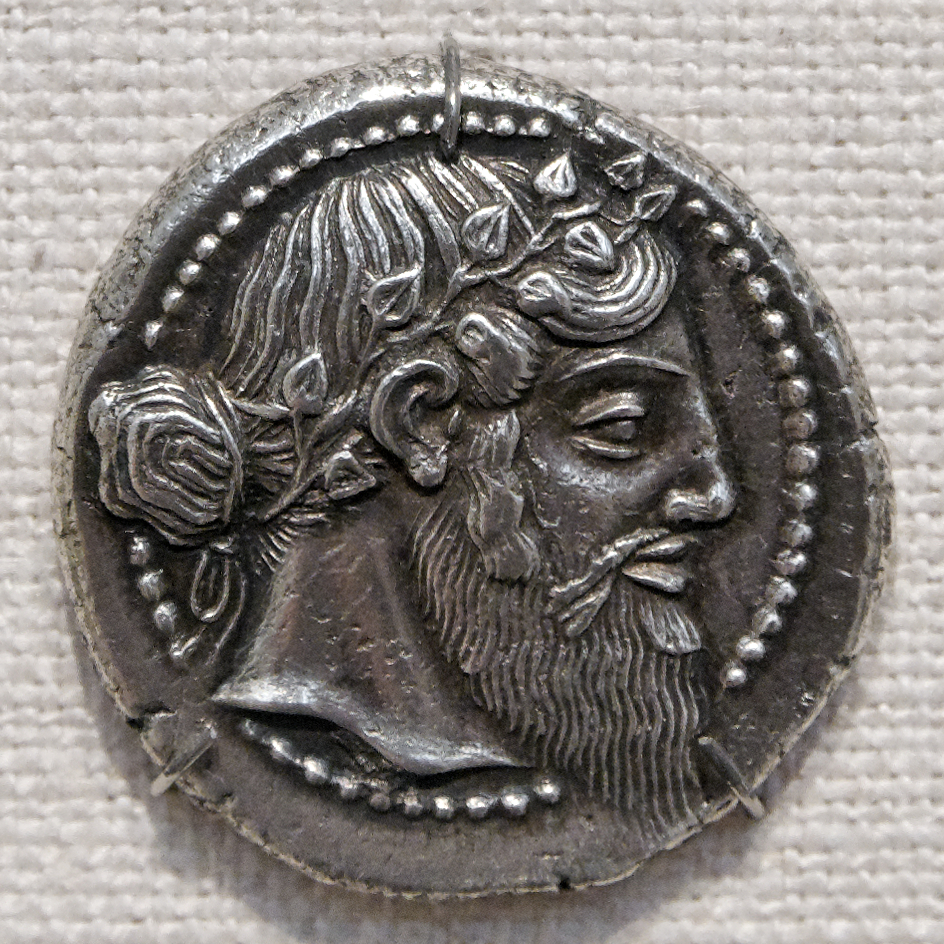
Portret van een bebaarde Dionysos op een zilveren tetradrachme van het eiland Naxos, omstreeks 460-450 v.Chr.

Dionysos is een god wiens invloed zich over een zeer ruim gebied uitstrekt. Hij werd in de eerste plaats vereerd als de god van de wijn. De wijn was de mooiste van zijn gaven en die werd daarom ook Διόνυσου καρπός, Diónysou karpós, Dionysos' vrucht, genoemd. Maar er is meer. Hij betekende voor de oude Grieken ook de groeikracht, die in de natuur is te zien, bijvoorbeeld van de bossen, de velden en de bomen. De bergen en de bronnen daar zijn er ook mee verbonden. De wijndruif is daarom alleen de vrucht, die met hem als god wordt verbonden. De druif geeft, hoewel uit vocht geboren, een warme gloed aan haar vruchten. De zwakheid en de moed, de weelderigheid en de kracht, waarvan de druif het symbool is, zijn het symbool voor Dionysos.
Maar ook alle bomen en alle boomvruchten stonden onder zijn hoede. Alle vochtige plaatsen waren daarom door hem heilig, vooral de bodem die vruchtbaar was. Veel bronnen waren aan hem gewijd. Hij kon ook bronnen uit rotsen laten stromen door er met zijn thyrsosstaf tegenaan te slaan, niet alleen water, maar ook wijn, melk en honing.
De wijnbouw en de fruitteelt komen alleen bij volkeren voor, die een zekere hoogte van ontwikkeling hebben bereikt. Vandaar dat Dionysos een god is geworden van de menselijke beschaving. Hij was op die manier nauw met Demeter verbonden. Hij gaf de mensen hun wetten, hield de vrede in stand en bewees hun door zijn goede gaven zijn gunst. De wijnbouw en de landbouw werden vooral in Attica als de gaven van Dionysos en Demeter gezien. Daar zijn de sage van Ikarios, aan wie Dionysos zijn gave schonk, en van Triptolemos, die door Demeter tot haar gezant werd uitverkoren, ontstaan. 
Dionysos had ook invloed op het menselijk gemoed, hij bracht de mensen tot elkaar. Wat hem weerstreeft moet voor zijn macht buigen. Al wat wild en ruw was onderwierp zich aan hem: panters en leeuwen trokken zijn wagen en de meest woeste natuurgodheden schaarden zich gewillig onder zijn gevolg. Hij was de god van het elan en het enthousiasme. Dat uitte zich vooral op het gebied van de poëzie en de muziek. De aan Dionysos gewijde poëzie en muziek zijn heftig, zij kenmerken zich door plotselinge overgangen van de meest uitbundige vreugde tot de diepste smart. De aan Dionysos gewijde feesten waren door zowel de liederen, de dithyramben, eigenlijk de  liederen die de dubbele geboorte van Dionysos bezongen, als de daarbij gebruikte muziekinstrumenten, de fluit en de tamboerijn, nogal luidruchtig.
Dionysos was bovendien een god van de voorspelling en van de reiniging, en daardoor met Demeter verbonden en met de godheden, die in de mysteriën van Eleusis werden vereerd. Hij werd daarin Iakchos genoemd, een naam voor zijn luidruchtigheid. De later door de Romeinen overgenomen naam Bacchus, Bakchos, schijnt dezelfde betekenis te hebben, ook zijn bijnaam Bromios schijnt op het rumoer te doelen waarmee zijn feesten gepaard gingen.
Hij werd ook als overwinnaar op de dood met de onderwereld in verband gebracht en werd door Herakleitos met Hades gelijkgesteld.

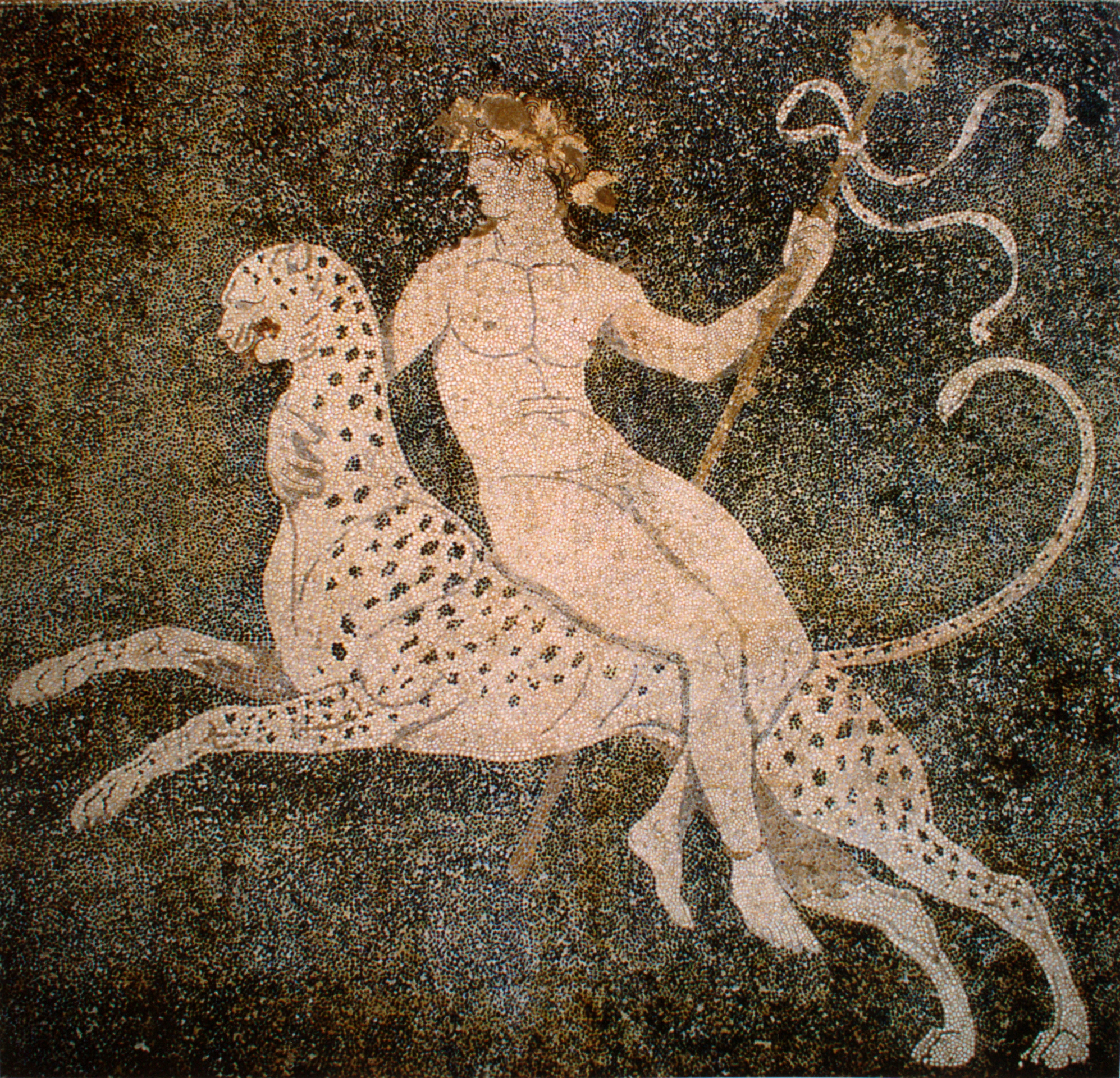
Dionysos op een jachtluipaard, een mozaïek in Pella uit de 4e eeuw v.Chr.

## Dionysos' omzwervingen
De sagen vertellen dat hij vooral in Aetolië en Attica gastvrij werd ontvangen. In Aetolië had Dionysos zijn intrek genomen bij Oineus (= 'de wijnman') en een liefdesbetrekking aangeknoopt met diens gade Althaia. Volgens sommigen was de schone Deianeira de dochter van de god. Veel uitvoeriger en belangrijker is de overlevering omtrent de komst van Dionysos in Attica. Twee plaatsen beweerden de god het eerst te hebben opgenomen: Eleutherai en Ikaria. Eleutherai was echter pas later bij het grondgebied van Attica gevoegd, zodat de Dionysos van Ikaria de echt nationale godheid was en bleef. Zijn komst aldaar wordt in de volgende legende verhaald: Ikaros, de heerser van Ikaria, nam de god, toen hij om gastvrijheid vroeg, vriendelijk op. Als dank gaf Dionysos hem de wijnstok en leerde hem de wijnbouw. Toen Ikaros de eerste wijn gewonnen had, vulde hij daarmee leren zakken en trok door het land om aan de herders die heerlijke drank rond te delen. Deze werden echter spoedig dronken en, in de mening dat zij vergiftigd waren, doodden zij Ikaros en begroeven hem onder een boom. Zijn dochter Erigone ging uit om hem te zoeken en vond eindelijk zijn graf met behulp van haar trouwe hond Maira. Vertwijfeld over de moord op haar vader hing zij zich op aan de boom waaronder hij begraven was. Dionysos was woedend over de moord op zijn vriend en zond een pest over het land. Hij maakte dat alle Attische jonkvrouwen in razernij het voorbeeld van Erigone volgden en maakte van Ikaros het sterrenbeeld Boötes en van Erigone het sterrenbeeld Maagd. De hond Maira plaatste hij aan de hemel als de Hondsster.
De betekenis van deze mythe is duidelijk: Ikaros is de personificatie van de wijnstok, Erigone (= 'de in de vroegte geborene') betekent de druif, en de hond is de hitte van de hondsdagen, die de vrucht tot rijpheid brengt.

## Feesten en eredienst
De rampen die na de dood van Ikaros over Attica gekomen waren, konden volgens een orakel niet ophouden, voor het lijk van de vermoorde gevonden was en daarop een zoenoffer voor de misdaad werd gebracht. De dode vond men niet, maar men stelde ter voldoening van de eisen van het orakel een feest in, waarop allerlei kleine beeldjes aan bomen werden opgehangen en heen en weer geschommeld onder het zingen van liederen ter ere van Ikaros en Erigone. Dit feest heette Aiora, en het werd nergens met zoveel pracht en luister gevierd als in Attica, vooral in Athene. Maar deze feesten werden bij al de Ioniërs gevierd, ook die in groten getale de kust van Klein-Azië bewoonden.

### Winterfeesten
De Attische feesten zijn deels oogstfeesten in de winter, deels feesten van de naderende lente. Het eigenlijke feest van de wijnoogst werd gevierd op de 'kleine Dionysiën', die men in de maand Poseideon (december - januari) op het land, dus buiten de stad Athene vierde. Er werden liederen ter ere van Ikaros en Erigone gezongen, er werd gedanst, en de zinnebeelden van de vruchtbaarheid, die Dionysos schenkt, werden onder luid gejubel rondgedragen, en er was vrolijkheid alom. In die landelijke Dionysiën ligt de eerste oorsprong van het Atheense drama. Op een wagen trokken zangers rond die in een samenspraak de lotgevallen van de god verhaalden, en ook later, toen het Atheense toneel reeds zijn hoogste trap van ontwikkeling bereikt had, trokken nog toneelspelers uit de stad rond om door hun voorstellingen luister aan die landelijke Dionysiën bij te zetten. Een eigenaardig vermaak, dat zeer in de smaak viel, waren de Askolia: jongens hinkten rond op een met olie bestreken lederen zak, die gemaakt was uit het vel van de bok, die ter ere van Dionysos was geslacht.

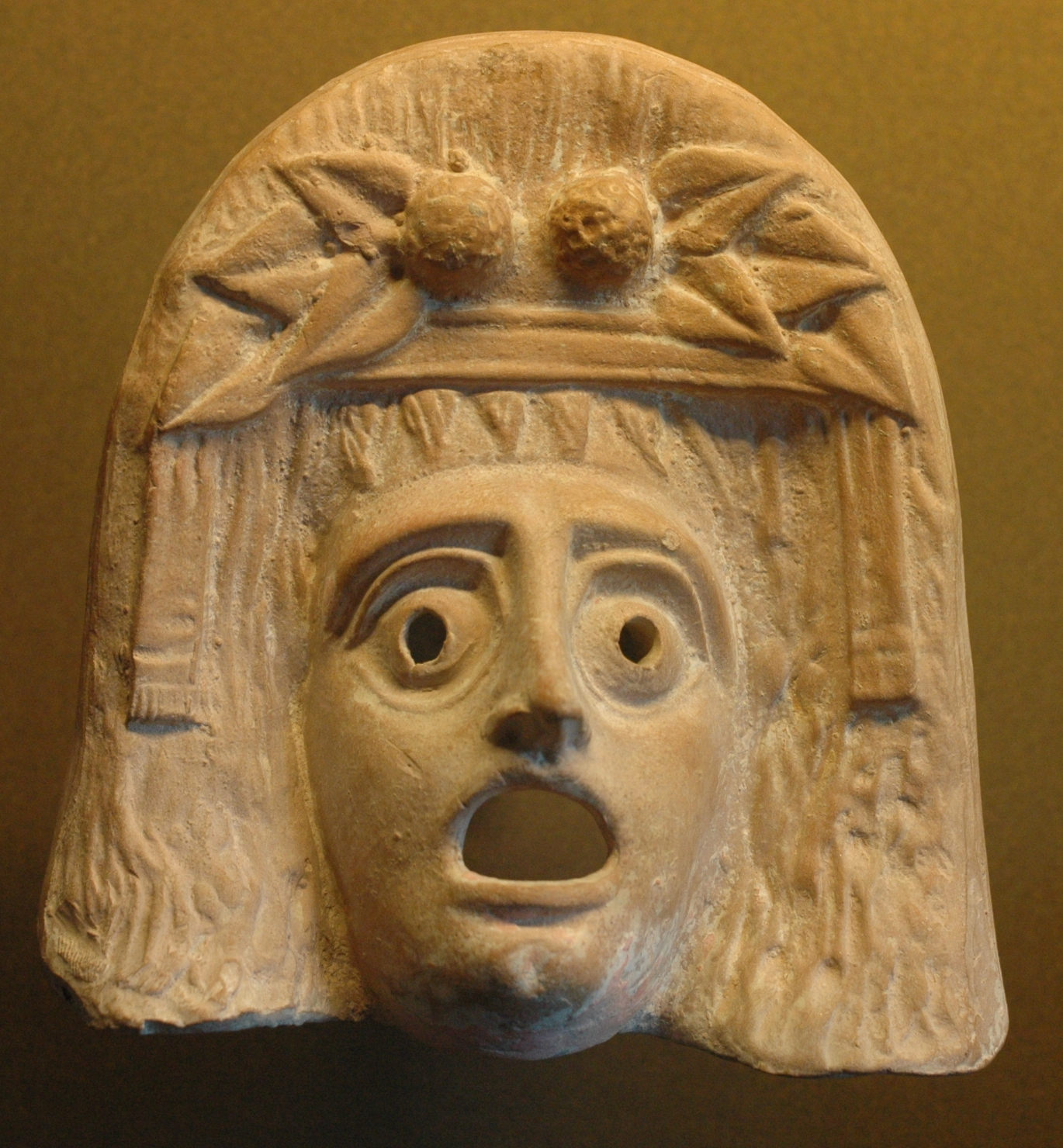
Dionysosmasker van terracotta uit het Klein-Aziatische Myrina (ca. 2e-1e eeuw v.Chr.

Op de landelijke Dionysiën volgden de Lenaiën in de maand Gamelion (januari - februari). Dat feest werd in de stad gevierd als besluit van het vorige. Voornamelijk werd het gevierd in het Lenaion, de oudste tempel, die Dionysos in Athene had. De druiven werden feestelijk geperst en de jonge zoete most, ambrosia genaamd, werd geproefd en geofferd. Mensen en tempels werden met klimop bekranst, er was een grote optocht, waarbij men, vooral van wagens af, allerlei spot en scherts aan de samengevloeide menigte ten beste gaf; toneelvoorstellingen besloten het feest.

### Lentefeesten

#### Anthesteriën
Als de lente begon vierde men de Anthesteriën in de maand Anthesterion (februari - maart). Iedere dag van dit feest had zijn eigen betekenis. De eerste dag, de Pithoigia, was het feest van het aanbreken van de vaten nieuwe wijn. Op die dag waren de slaven vrij en gelijk aan hun meesters. De tweede dag, Choën werd gevierd met een maaltijd, waarvoor de staat het vlees leverde en waarbij prijzen werden uitgeloofd voor degenen die het meest van de jonge wijn konden drinken. De eerste bloemen van de lente werden gebruikt voor kransen voor de mensen en voor het Lenaion. De Anthesteriën werden ook door de kinderen gevierd. Van hun derde jaar af werden de kinderen op die dag bekranst als personificatie van het jonge jaar. Een belangrijk deel van de Anthesteriën was een offer dat op de dag van de Choën door de edelste vrouwen van de stad in het Lenaion aan de god gebracht werd. Daarbij werd de vrouw van de archon basileus ofwel van de functionaris die met het bestuur over de godsdienst belast was, onder geheimzinnige plechtigheden in de echt verbonden. Waarschijnlijk was dit een symbolische herhaling van de verbintenis omstreeks dezelfde tijd van het jaar gesloten tussen Dionysos en Ariadne.
De derde dag van de Anthesteriën droeg de naam van Chytren (d. i. "het pottenfeest"). Dan werden er offers gebracht aan de schimmen van de afgestorvenen, die op deze dag naar de bovenwereld pleegden terug te keren om de hun toegedachte gaven te ontvangen en aan de chtonische Hermes, die de schimmen geleidt. De verklaring van dit offer ligt hierin, dat men bij het ontwaken van de natuur in de lente naast de terugkeer van Dionysos, d. i. de groeikracht van de natuur, uit het rijk van de doden tot een nieuw leven, tevens het ontwaken vierde van al, wat eens geleefd had en gestorven scheen.

#### Dionysiën
Het vierde feest, het echte lentefeest, dat de Atheners vierden, waren de grote Dionysiën, de Dionysiën in de stad. De maand Elaphebolion (maart - april) was de maand voor deze feesten bestemd. Daaraan deel te nemen werd zelfs aan gevangenen vergund, omdat men op dit feest de god vooral vierde als de bevrijder van zorg en leed. Het meest onderscheidden zich de grote Dionysiën door de prachtige toneelvoorstellingen, die ter ere van de god gegeven werden. Een zeer grote menigte mensen stroomde van heinde en verre naar Athene samen. Dan ging een vrolijke mensenmassa heen en weer door de straten van de stad. Het feest ving aan met een schitterende optocht, die het oudste beeld van de god, dat in Athene werd aangetroffen, begeleidde. Talrijke koren zongen ter ere van de god vooral de dithyrambos, d. i. het lied, waarin zijn dubbele geboorte werd bezongen. Men bekranste zich met rozen en viooltjes, de jonge bloemen van de lente. Maar de hoofdzaak van het hele feest was en bleef de opvoering van nieuwe tragediën en komedies, waarbij een wedstrijd tussen de verschillende dichters gehouden werd. Uit degenen, die zich aangemeld hadden, was reeds te voren de keuze gedaan van hen, die ter mededinging zouden worden toegelaten. De toevloed van vreemdelingen was dan zo groot en de feestvreugde van de burgers zozeer van alle gemoederen vervuld, dat men die dagen uitkoos als de geschiktste om van staatswege ereblijken aan verdienstelijke burgers uit te reiken.

#### Oschophoriën

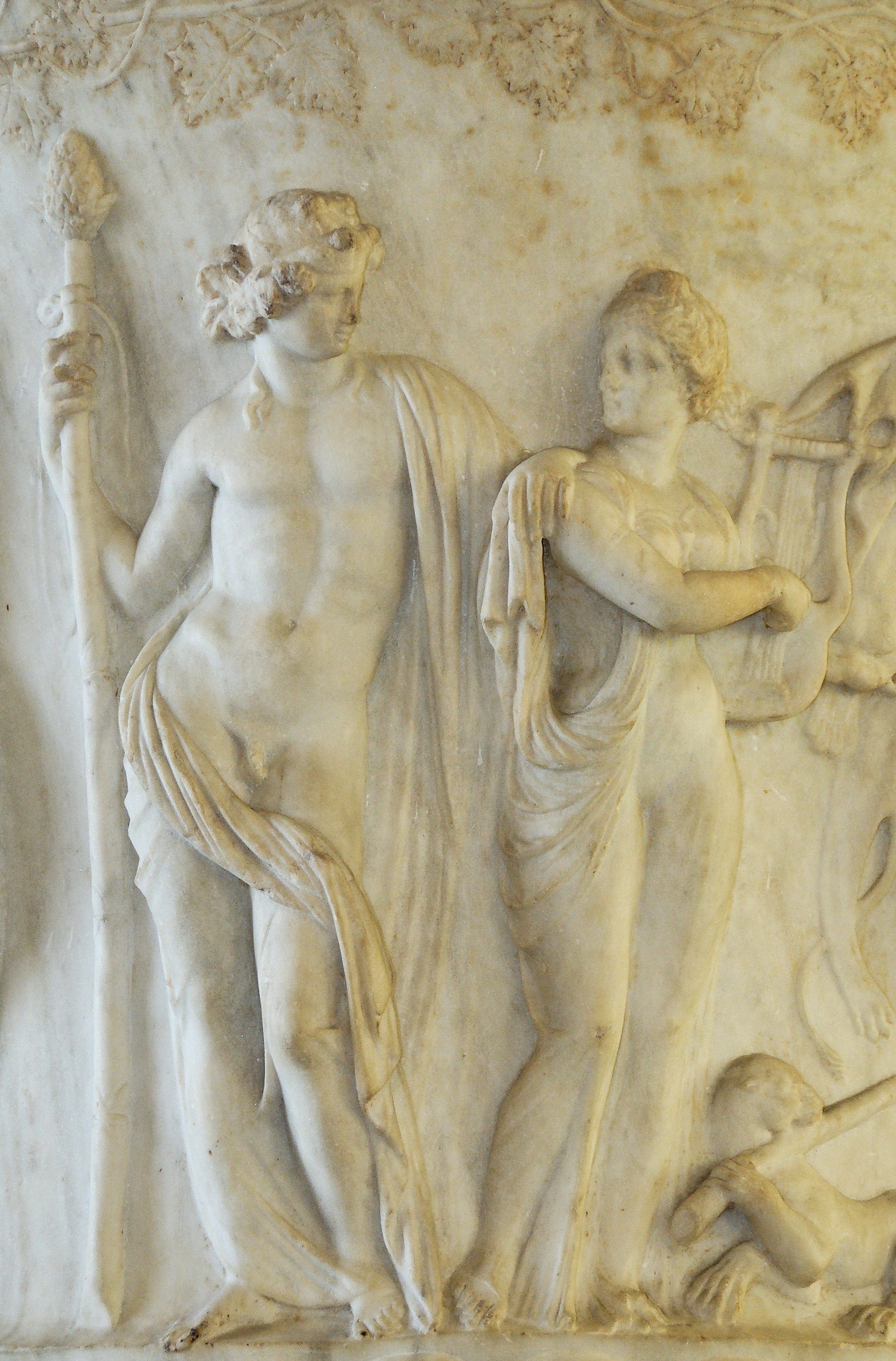
Dionysos met mitra (hoofdband) en thyrsos en een op de kithara spelende Ariadne (detail van de zogenaamde Borghese-vaas; Attische marmeren kylix, ca. 40–30 v.Chr., Louvre).

Maar niet alleen in Attica en Athene was de dienst van Dionysos in zo hoge eer. Ook op het eiland Naxos wist men veel van de god te verhalen. Daar was het, dat hij Ariadne had aangetroffen, toen deze door Theseus op trouweloze wijze was verlaten. Het is een lievelingsonderwerp van de dichters om de nameloze smart van Ariadne in haar verlaten toestand en de zalige vreugde, die haar vervulde, toen zij door Dionysos tot gade werd verkoren, te bezingen.
Te Athene vierde men een feest ter ere van hen beiden, de Oschophoriën, tevens een oogstfeest, waarop daartoe uitgekozen zonen van Atheense burgers in oud-Ionische klederdracht gehuld, wijnranken met daaraan hangende druiven in plechtstatige optocht ronddroegen. Uit het huwelijk van Dionysos en Ariadne sproten drie zonen, Oinopion (d. i. "de wijndrinker"), Staphylos (d. i. "de wijnstok") en Euanthes (d. i. "de schoonbloeiende").

#### Tegenstanders
Overal waar Dionysos kwam verspreidde hij zegen. Slechts hen stortte hij in het verderf, die hem trachtten te weerstreven. Zo vooreerst de Tyrreense zeerovers, die hem als gevangene wilden meevoeren. Toen hij namelijk op het punt was om van Ikaria naar Naxos te varen en op het strand rondliep, werd hij, daar hij door zijn buitengewone schoonheid de aandacht trok, door Tyrreense zeerovers gevangengenomen. Maar nauwelijks was het schip in zee, of de boeien, die men hem had aangelegd, vielen af, om de zeilen groeiden wijnranken, klimop omklemde de mast en de rovers stortten zich in een vlaag van waanzin in zee en werden in dolfijnen veranderd.
Meermaals had Dionysos vijanden te bestrijden, zoals de legenden van Lykurgos en Pentheus bewijzen. Lykurgos, de zoon van Dryas, was een koning van de Thrakische Edoniërs. Toen de god met heel de hem begeleidende schare in diens rijk was gekomen, trok hij hun vijandig tegemoet, om de indringer te tuchtigen en zo mogelijk te doden. Deze redde zich echter door een sprong in zee, waar de godin Thetis hem opnam. Lykurgos echter werd met blindheid gestraft, en daar hij de haat van de goden op zich had geladen, moest hij spoedig sterven. Andere legenden verhalen, dat hij, waanzinnig geworden, of zijn zoon voor een wijnstok hield en met zijn bijl doodde, ofwel, door een dergelijke verblinding bevangen, zich zijn eigen benen afhieuw. Het schijnt, dat Lykurgos een symbool is van de kille winter, die de vreugde van de god van de groeikracht tracht te storen, maar telkens weer in de ongelijke strijd moet bezwijken.
In de Boeotische sage bekleedt Pentheus dezelfde plaats als Lykurgos in die van noordelijk Griekenland. Hij heet een koning van Thebe en wordt beschreven als een man van norse en woeste aard. Toen Dionysos op zijn tocht door de wereld ook Thebe bezocht, schaarden alle Thebaanse vrouwen zich om hem en vierden te zijner ere een luidruchtig feest op de bergen van de Kithairon. Hierdoor in woede ontstoken, wilde Pentheus daaraan een einde maken, maar toen hij een van de geheime plechtigheden, die op het gebergte werden gevoerd, ongemerkt wilde bijwonen en met dat doel een dennenboom had beklommen, werd hij door zijn eigen moeder, die hem voor een wild dier hield, met behulp van haar gezellinnen verscheurd.
Uit deze sage omtrent de Boeotische Dionysos blijkt reeds, dat zijn eredienst en zijn feesten in sommige streken van Griekenland een geheel ander karakter droegen, dan die welke in Athene werden gevierd. Woeste en luidruchtige feesten waren het, waaraan vrouwen en meisjes in overgroten getale deelnamen, zoals blijkt uit de legende, die betrekking heeft op de dochters van koning Minyas in Orchomenos. Trots alle vermaningen en wondertekenen weigerden deze alleen van alle vrouwen uit die stad aan het feest ter ere van Dionysos deel te nemen, totdat de god eindelijk, gevolgd door de woeste, hem omringende schare, hun huis binnentrad en toen hij haar daar aan de arbeid vond, dit met wijn- en klimopranken liet begroeien en henzelf in vleermuizen veranderde.
Omtrent verschillende gevechten, waarin Dionysos zou zijn verwikkeld, weet de legende ook veel te verhalen; hij zou gestreden hebben met de Amazonen, er wordt gewag gemaakt van een strijd, die hij heeft gevoerd tegen Perseus, maar vooral beroemd is het aandeel, dat hij gehad heeft aan de overwinning door de goden behaald op de Giganten. De moeder van deze geweldige wezens, die de hemel wilden bestormen, Gaia, had hen onkwetsbaar gemaakt voor de wapenen van de goden, zodat zij ongedeerd hun strijd konden voortzetten, totdat twee wezens, in wier aderen ook het bloed van sterfelijke mensen vloeide, Dionysos en Herakles door de goden te hulp werden geroepen en hun de overwinning verzekerden.

#### Trieterische feesten

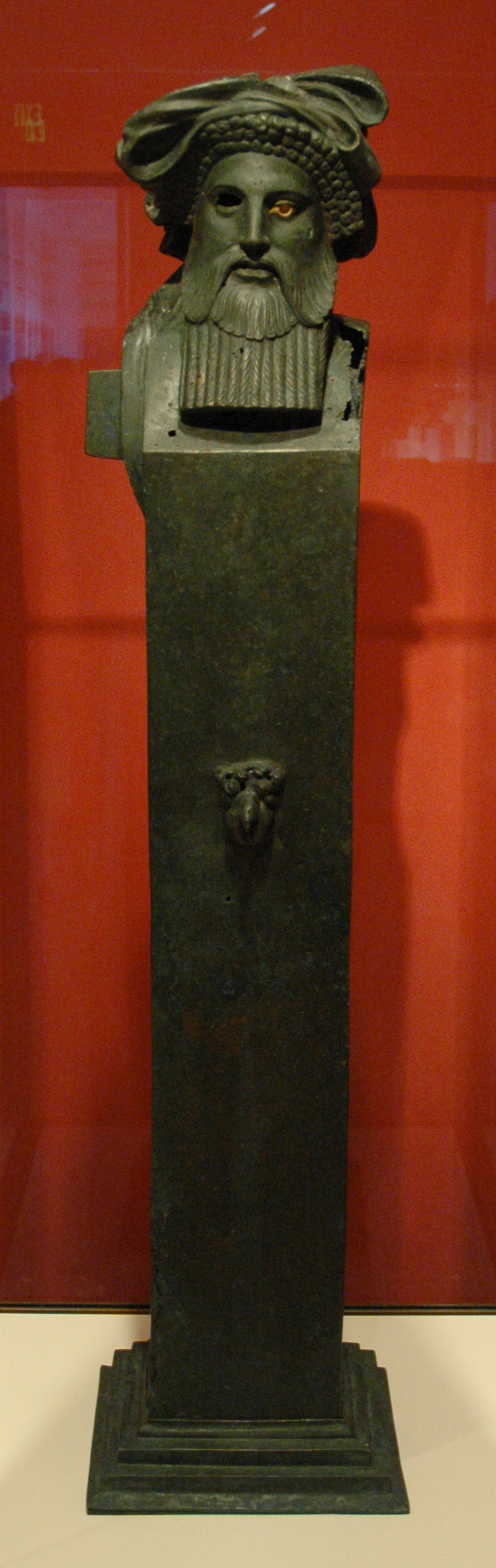
Herme van Dionysos van brons en ivoor, ca. 100-50 v.Chr.

Vooral op de Parnassos in de nabijheid van de stad Delphi werden luidruchtige feesten gevierd. Zelfs vrouwen uit Attica trokken daarheen om eraan deel te nemen. In de duisternis van de nacht zwierven zij dan op de met sneeuw bedekte toppen van de bergen rond, soms met gevaar van eigen leven, en verscheurden alles, wat hen in de handen kwam, reeën en ander wild, om het nog trillende vlees rauw te verslinden. Een oorverdovend rumoer door het gegil van de feestvierenden veroorzaakt, dat werd begeleid door de muziek van fluiten en tamboerijnen, was een eigenaardig kenmerk van deze optochten over de bergen. Zulke Dionysosfeesten werden om het andere (de Grieken zeiden om het derde) jaar gevierd en heetten daarom trieterische feesten. De oorzaak van die opgewondenheid laat zich verklaren uit de betekenis van Dionysos als god van de natuur. Op de tijd van de winterzonnestilstand schijnt de druif als het ware geheel weg te sterven en de god, zo dacht men, stierf met de hem geheiligde plant mee. Vandaar een treurigheid, die evenzo bij alle natuurgodsdiensten, waar de mens in het wegsterven van de natuur het beeld van zijn eigen sterven ziet, wordt aangetroffen en die zich in allerlei woeste en opgewonden gebruiken lucht gaf. Daartegenover staan de vreugdefeesten, waarmee men de god bij zijn wedergeboorte in de lente begroette en het geraas, waarmee de vrouwen, die aan die feesten deelnamen over de bergen trokken, dat diende om de god uit zijn doodsslaap te wekken. Men zocht hem overal, tot men hem, d. i. zijn symbool, een pas ontkiemende plant, had gevonden; dan bracht men die in plechtige optocht naar zijn tempel, om met offers en dansen het feest te besluiten.

#### Mainaden
Op haar tocht over de bergen waren de vrouwen gehuld in dierenhuiden, en droegen zij een thyrsosstaf (d. i. een met klimop en wijnranken omwonden stok) in de handen. Men noemde haar Mainaden, Bakchanten, Thyiaden, Bassariden. (Zie Bassareus.) Deze woeste feesten hebben voornamelijk hun oorsprong gevonden in Thrakië en Makedonië, vanwaar zij naar het eigenlijke Griekenland, vooral naar Boeotië, waaronder de Dionysosfeesten, de Agrioniën, d. i. "het woeste feest" in Orchomenos een eerste plaats bekleedden, zijn overgebracht.
Die Mainaden maakten ook in de voorstelling van de Grieken deel uit van de grote stoet, die de god omringde op de tocht die hij tot verspreiding van zijn gave had ondernomen. Die stoet, door de Grieken thiasos genoemd, en het onderwerp van talloze voorstellingen van de beeldende kunst, bestond uit zeer verschillende bestanddelen. Terwijl eerst alleen Nimfen de gezellinnen van de god waren geweest, werd hij weldra omringd door allerlei groepen van Silenen, Satyrs, Panen, Kentauren en andere wezens van dergelijke aard. Het spreekt vanzelf, dat zijn oude leermeester Silenos in die omgeving niet ontbrak. Met die ganse schare trok hij door alle landen heen, overal de wijnstok plantend en zijn eredienst vestigend. Zijn tocht, waarop hij als het ware de ganse wereld aan zich onderwierp, werd door de oude schrijvers uitgestrekt tot in Indië. Vooral ten gevolge van de veldtochten, door Alexander de Grote ondernomen, is deze tocht bij de latere Grieken onder de legenden van Dionysos meer op de voorgrond gekomen. Alexander begunstigde de mening, dat hij de onderneming van Dionysos als het ware wilde voortzetten en nog verder doordringen dan tot daar, waar de sporen van de god en zijn eredienst reikten. Het spreekt vanzelf, dat alle landen, waarin de dienst van Dionysos in latere tijd wortel had geschoten, in de beschrijvingen van die tocht werden opgenomen en dat tal van sagen en verhalen van avonturen, in verschillende landen inheems, langzamerhand tot een geheel werden verenigd. Vooral de Klein-Aziatische landschappen Phrygië en Lydië moeten onder die streken worden geteld, waar Dionysos lang had vertoefd en zich een duurzame eredienst gesticht, die evenals andere erediensten in die streken een woest, opgewonden, zoals de Grieken zeiden, orgiastisch karakter droeg. Daar werd de god omgeven door de gewone gezellen van Rhea Kybele, de grote moeder van de goden, namelijk door de Kureten, door de Korybanten, Kabeiren en Idaiische Daktylen.

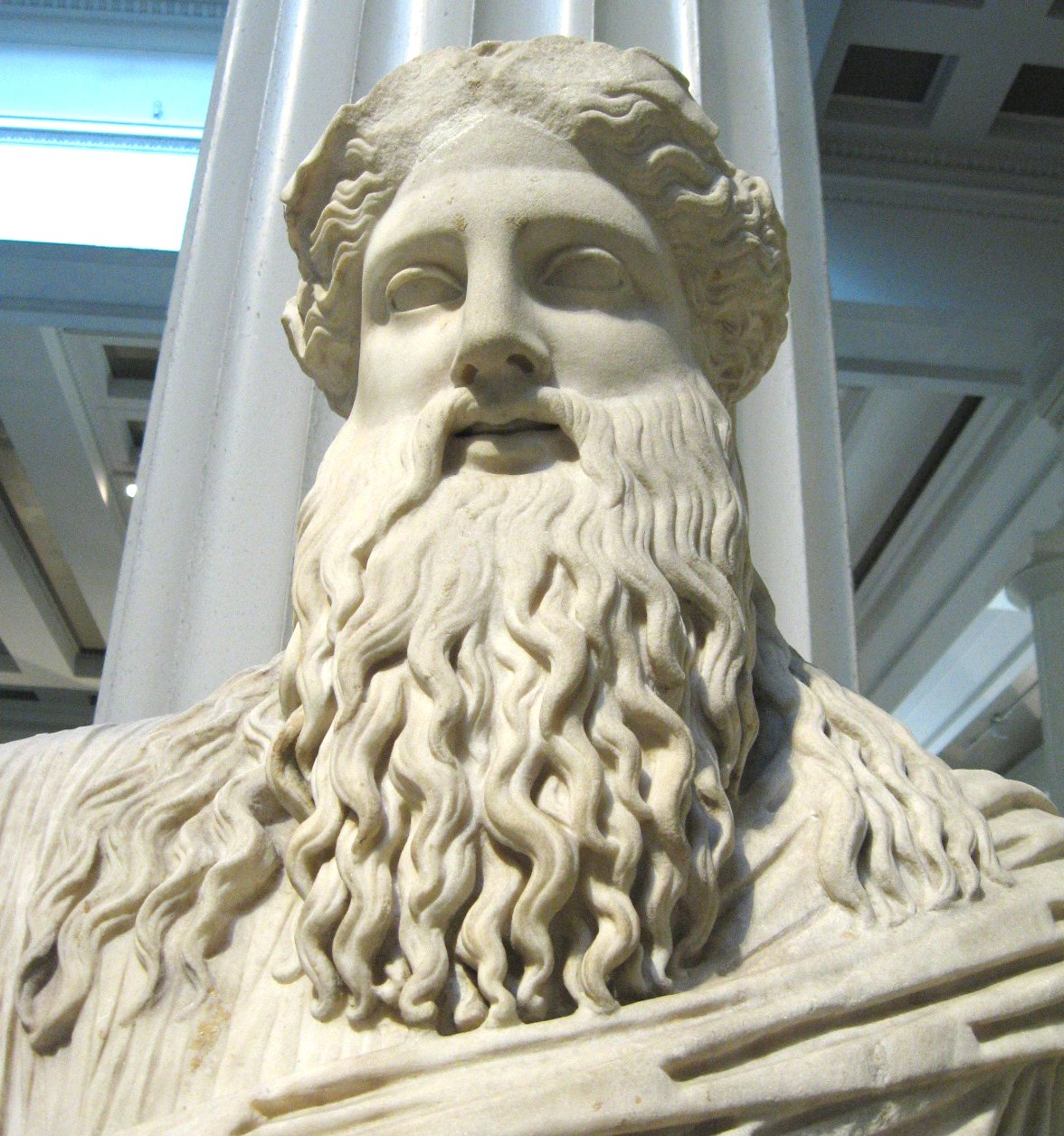
Dionysos met lauwerkrans (laurier) - Romeinse kopie (ca. 40 - 60 n.Chr.) van een Grieks beeld (ca. 350 - 325 v.Chr.)

In Lydië of in Phrygië is ook de sage ontstaan van Ampelos. Deze was een schone jongeling, die Dionysos op zijn omzwervingen had ontmoet en liefgehad. Steeds was Ampelos de trouwe makker van de god, totdat een stier hem doodde. Dionysos was radeloos van smart, zodat Zeus om die smart te lenigen uit het bloed van Ampelos een wijnstok liet ontspruiten.

#### Toegang tot de Olympos
Juist omdat Dionysos slechts ten dele van goddelijke afkomst was, moest hij gereinigd worden van al het aardse, dat hem aankleefde, eer hij toegang kon krijgen tot de kring van de Olympische goden. Na de tocht, die hij over de ganse aarde had ondernomen, waarbij hij alle volken als het ware aan zijn gebied had onderworpen, trok hij als overwinnaar zegevierend de woningen van de Olympos binnen, waar hem voortaan het verblijf werd toegestaan. En toen hij daar eenmaal was, wist hij te bewerken, dat ook aan zijn moeder Semele, volgens sommige sagen zelfs ook aan Ariadne, een plaats op de Olympos werd aangewezen. Semele ontving er de naam van Thyone. Vandaar de niet zelden aan Dionysos gegeven naam van Thyoneus.

#### Mysteriën van Orphici
Een zeer eigenaardige opvatting van het wezen van de god treffen wij aan bij de Orphici, een godsdienstig-wijsgerige sekte, die zich noemde naar de mythische zanger Orpheus uit Thrakië, en zich tot taak stelde helderder begrippen te verspreiden omtrent het leven na de dood en omtrent de zedelijke verantwoordelijkheid, die op iedere mens voor zijn doen en laten rust. In de mysteriën van die Orphici was de voornaamste godheid Dionysos-Zagreus. Deze godheid, of de zoon van Zeus en Demeter genoemd, of gesproten uit de verbintenis van Zeus met zijn eigen dochter Persephone (een sage, die trachtte de invloed van de krachten van de hemel op de plantengroei symbolisch voor te stellen) is volgens de Orphici de lieveling van zijn vader, door deze aangewezen om het heelal te beheersen. Daarom maakte Zeus hem tot koning en gaf hem, reeds toen hij nog jong was, meer eerbewijzen dan aan de andere goden. Zijn opleiding werd in zijn kinderjaren toevertrouwd aan de Kureten. Maar Hera, die al de zonen van Zeus, die niet de hare waren, met een boosaardige haat vervolgde, zond de Titanen op het kind af, na hen te hebben bevolen hun gelaat door het met krijt te besmeren onkenbaar te maken. Hoewel het kind zich door zijn goddelijke kracht in verschillende gedaanten veranderde, moest het toch eindelijk in de ongelijke strijd bezwijken. De Titanen verscheurden zijn lichaam en verslonden het. Alleen zijn hart werd gered door Athena, die het aan Zeus bracht.
Twee van elkaar afwijkende sagen verhalen, dat of Zeus zelf dit hart heeft verslonden, of, dat hij het aan Semele, de moeder van Dionysos, heeft gegeven. Of uit Zeus zelf, of door zijn toedoen wordt dan de jongere Dionysos geboren, die de koning, de bevrijder, het heil van de wereld zou wezen. De Titanen echter, die Zagreus hadden verscheurd, werden door de bliksem van Zeus zodanig getroffen, dat zij tot as verbrandden. Uit die as nu, die met het bloed van Zagreus was vermengd, zijn de mensen gesproten. En juist daaruit laat zich het menselijk karakter verklaren. De lust tot het kwade, die ieder mens met zich meedraagt, vindt zijn oorsprong in de as van de Titanen; de neiging om goed te doen spruit voort uit het onder die as gemengde bloed van Zagreus. Kortom, de tweestrijd tussen goed en kwaad, die in elk menselijk gemoed heerst, wordt symbolisch voorgesteld door de vermenging van wat Titanisch, d. i. woest en ruw, en wat Dionysisch, d. i. goed, zuiver en rein is.
De leerstellingen van de Orphici werden in een geheime eredienst, in zogenaamde mysteriën verkondigd.
Ook bij de triëterische feesten van Dionysos schijnt een geheime eredienst, die men de Dionysische mysteriën kan noemen, in zwang te zijn geweest.

#### Verspreiding

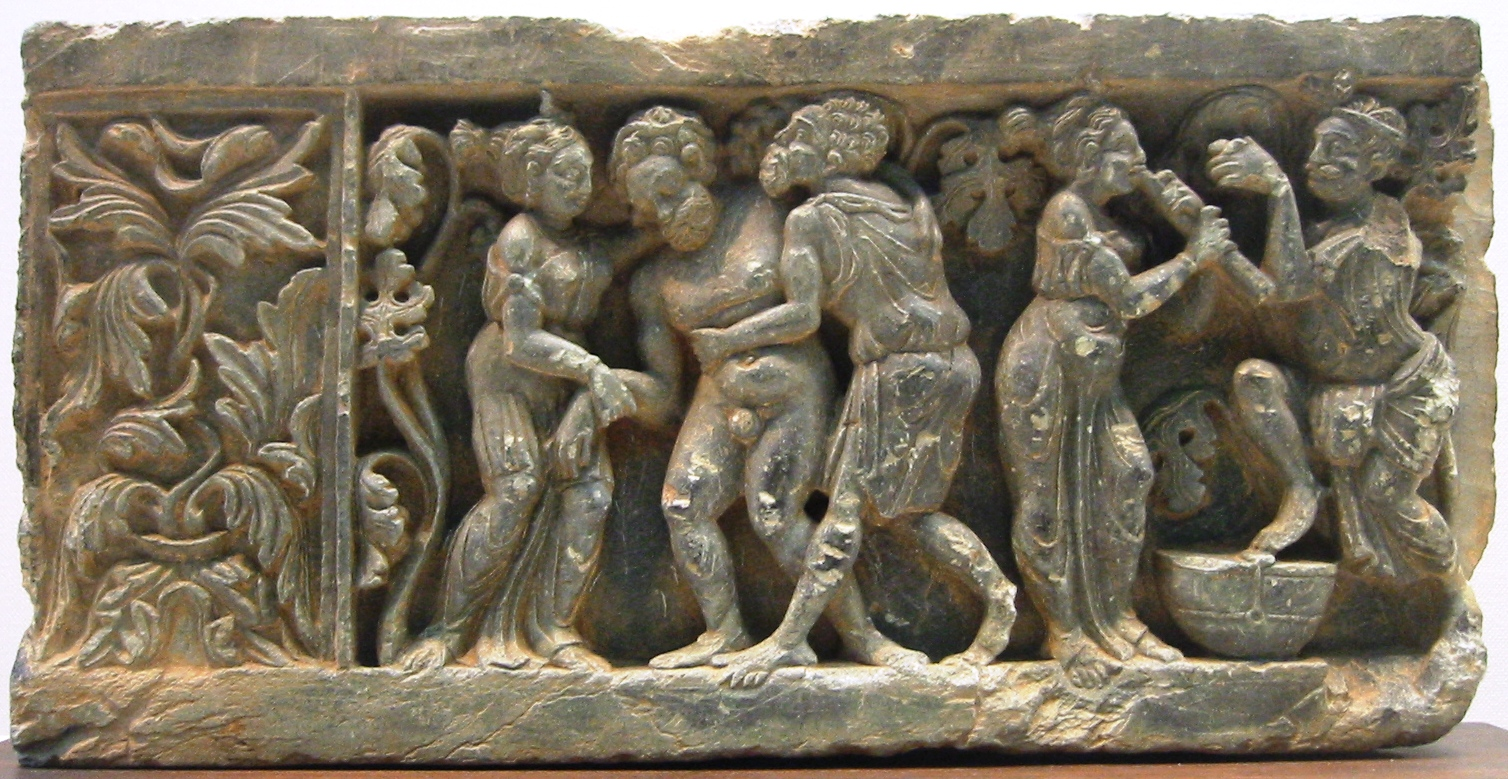
Bacchanalische scene (1e-2e eeuw n.Chr., Grieks-Boeddhistische kunst van Gandhara).

De eredienst van de Griekse Dionysos was ook buiten de grenzen van Griekenland verspreid. Vooral in die Griekse koloniën, die Sicilië en de kusten van Zuid-Italië bedekten, heeft hij een grote uitbreiding gekregen. In Rome werden, al was het dan ook onder andere namen, ter ere van de god veel tempels gesticht. Maar die eredienst van de Romeinen is weldra in menig opzicht geheel vervreemd van de oorspronkelijke Griekse eredienst. Vooreerst droeg daartoe bij, dat de nieuwe godheid, die in Italië werd ingevoerd op zeer verklaarbare wijze in een zo nauw mogelijk verband werd gebracht met oude, inheemse godheden. Ten andere zijn de plechtigheden aan zijn dienst verbonden spoedig in de tot op onze tijd spreekwoordelijk berucht gebleven Bacchanalia een dekmantel geworden voor een zó grove zedeloosheid, dat door de overheden van de stad op de krachtigste wijze moest worden gehandeld, om een algemeen zedenbederf te voorkomen.
Over de verering van Dionysos te Rome zie Liber Pater en Senatusconsultum de Bacchanalibus.

## Relatie met andere godheden
Tot sommige andere godheden stond Dionysos in een min of meer nauwe betrekking. Over zijn verhouding tot Demeter is reeds gesproken. Met Apollo had hij verschillende punten van aanraking. Het schijnt, dat deze twee godheden in het begin vijandig tegenover elkander hebben gestaan en dat het lang heeft geduurd, eer de Dionysosdienst zich naast die van Apollo een plaats heeft kunnen veroveren. De luidruchtige feesten van Dionysos vormden een al te grote tegenstelling tegen de in alles waardige en maat houdende dienst van de zuivere god van het licht. Toch nam ook die strijd eens een einde. Punten van overeenkomst werden gevonden, die het mogelijk maakten, dat in de voorstelling van de Grieken deze beide goden nauw met elkaar werden verbonden. Evenals Apollo weet Dionysos in het gemoed van de mensen geestdrift op te wekken voor wat schoon is; beiden zijn evenzeer bevriend met de Muzen. Evenals Apollo is ook Dionysos een voorspellende god en ook hij verleende, zoals blijken zal, de mensen reiniging van zonde en schuld.

## In de beeldende kunsten

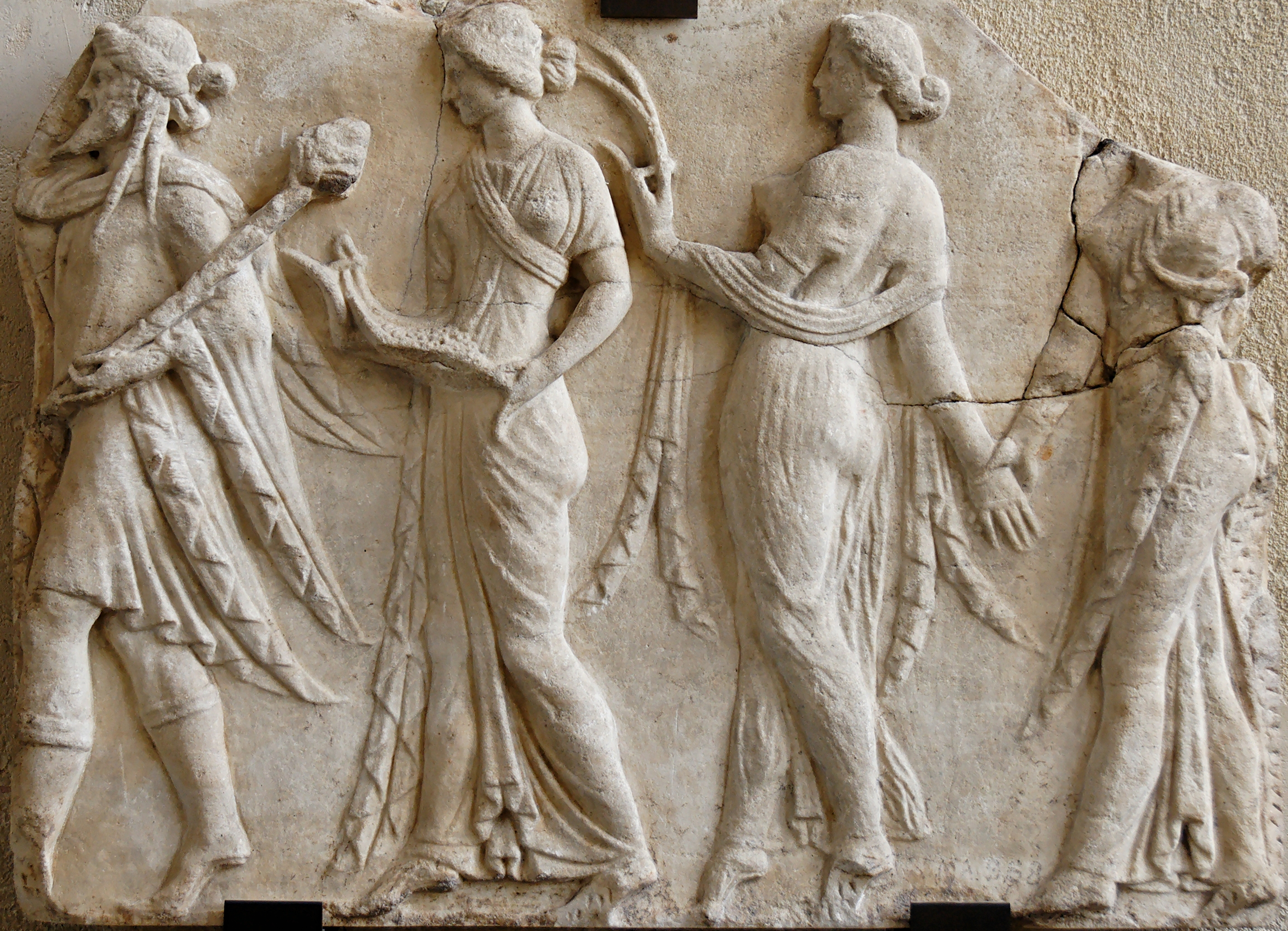
Een bebaarde Dionysos leidt de Horai (seizoenen) (Romeinse kopie van hellenistisch neo-Attisch reliëf, 1e eeuw n.Chr., Louvre).

Een grote invloed heeft die Klein-Aziatische eredienst gehad op de voorstelling van de god door de beeldende kunst. De talrijke beelden, die hem voorstellen als jongeling van een tengere, bijna verwijfde gestalte, wiens in rijke overvloed golvende lokken door de Lydische haarband (mitra) zijn tezamen gebonden, zijn ook van Klein-Aziatische oorsprong. Dikwijls is de god daarbij in een wijde, bontkleurige kleding gedost, terwijl hij nu eens wordt afgebeeld als een jongeling, dan weer als een man van rijpere leeftijd met gevulde baard.

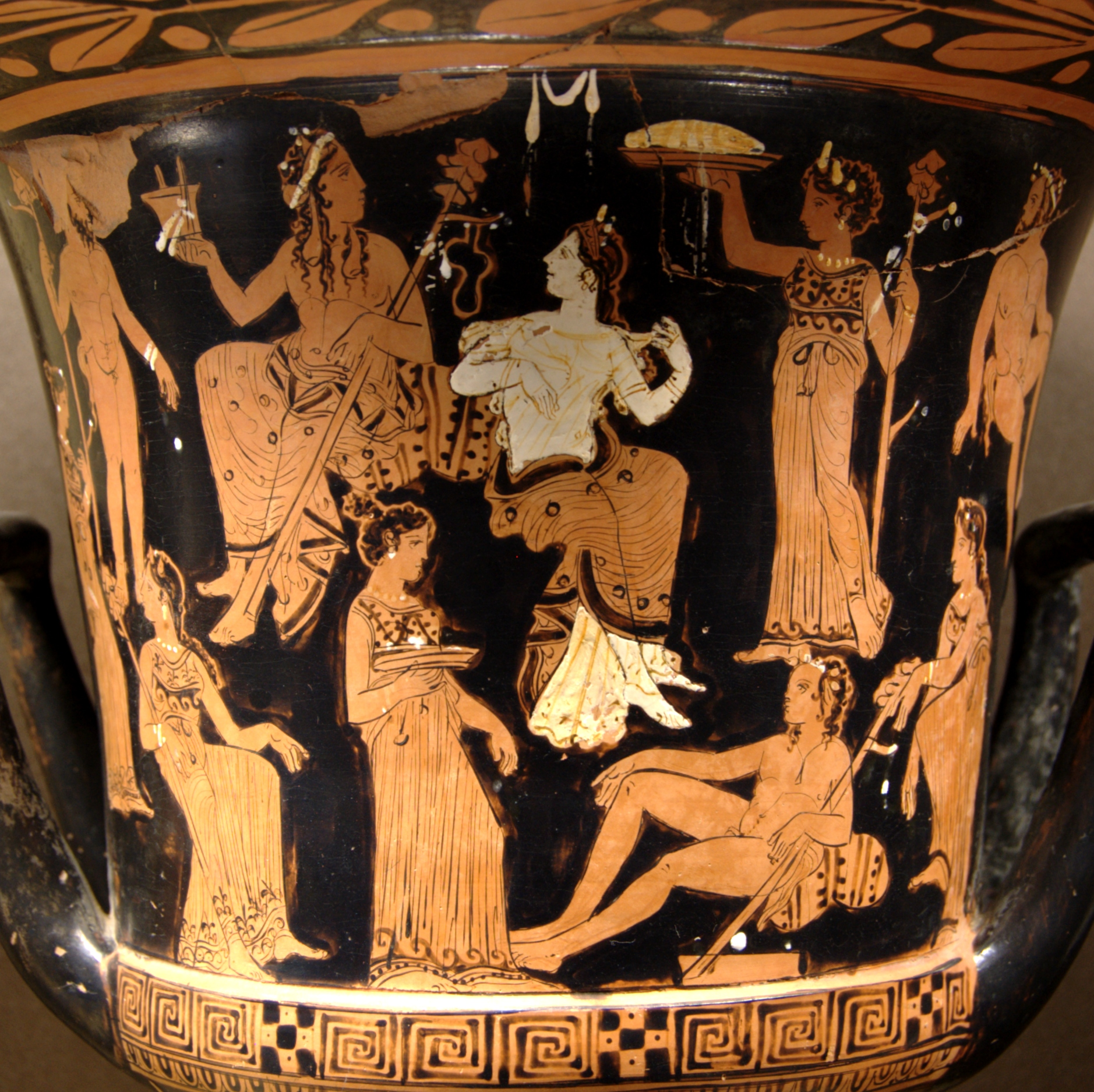
Dionysos, Ariadne, satyrs en Mainaden (Attische roodfigurige calyxkrater, ca. 400-375 v.Chr., Louvre).

Geen van de Griekse goden is zó vaak het voorwerp geweest van de voorstellingen van de beeldende kunst als Dionysos, en bij geen andere god is de verscheidenheid van die voorstellingen groter. Nu eens wordt hij afgebeeld als kind, dan als jongeling, dan weer als een volwassen en krachtig man; nu eens met een smachtend, bijna vrouwelijk uiterlijk, dan weer door de heftigste gemoedsbeweging in een toestand van geestverrukking gebracht; nu eens drinkende, dan weer rijdende op wilde dieren, meestal omgeven door Ariadne, Silenos en zijn ganse thiasos.
De oudste beelden van de god waren zeer eenvoudig; een stuk hout, dat hem voorstelde, een afbeelding van zijn gelaat alleen waren dikwijls reeds voldoende om zijn vereerders in geestdrift te doen ontvlammen.
Er zijn zelfs nog Hermen overgebleven, die of het hoofd van Dionysos alleen voorstellen, of naast het zijne die van de godheden, die met hem het nauwst waren verbonden, wiens beeld dan met hem uit één boomstam schijnt te ontspruiten. De latere kunst vond in de legenden, die op Dionysos en zijn omgeving betrekking hadden een zeer rijke stof voor haar werken. Vooral de beeldhouwers Skopas en Praxiteles (beiden leefden te Athene van ongeveer 392 - 350 v.Chr.) en hun leerlingen hebben getracht de god in de meest verschillende toestanden en in de meest verschillende omgeving door hun beelden te verheerlijken.

### Dionysos als offer
Volgens de legende van Dionysos als zoenoffer werd hij door Zeus bij Demeter verwekt. Zeus plaatste hem als jongeling al op zijn troon waar hij speelde met de donderkei. De Titanen (die door Zeus verslagen waren) zagen dat met lede ogen aan en in afwezigheid van de Alvader overvielen ze Dionysos. Die probeerde door gedaanteverwisselingen te ontkomen, maar werd in de vorm van een stier uiteindelijk gegrepen, aan stukken gescheurd en opgegeten.
De godin Athena zag het echter en zorgde ervoor dat het hart bewaard bleef. Dat bracht ze naar Zeus en die deed daarmee zijn zoon herrijzen. In de cultus van de god Dionysos werd ieder jaar een stier geslacht waarvan het bloed gedronken en het vlees gegeten werd. Dionysos was ook de god van het theater; uit zijn dithyrambe is de tragedie ontstaan.

## Afbeeldingen

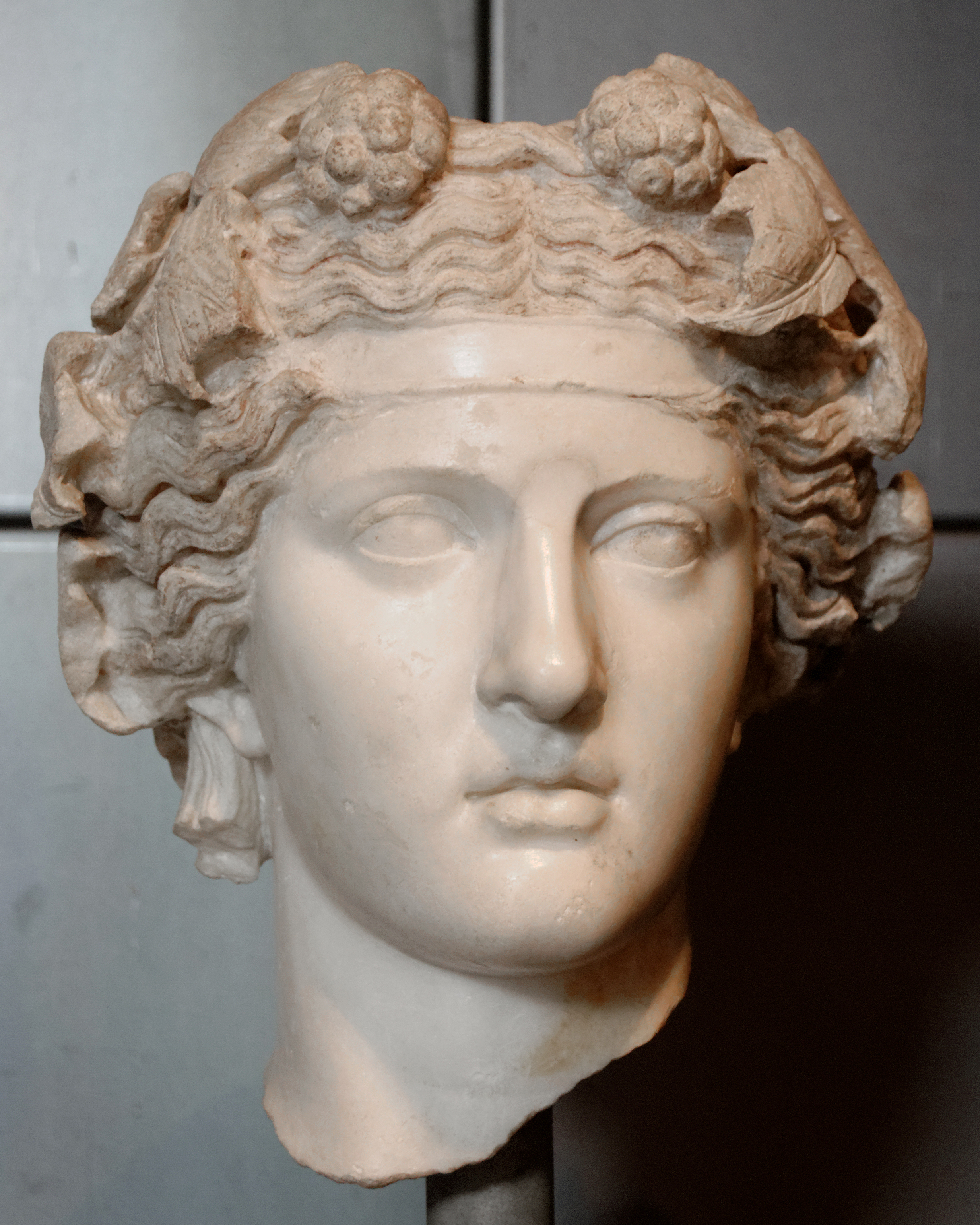
Hoofd van Dionysos (Capitolijnse Musea)
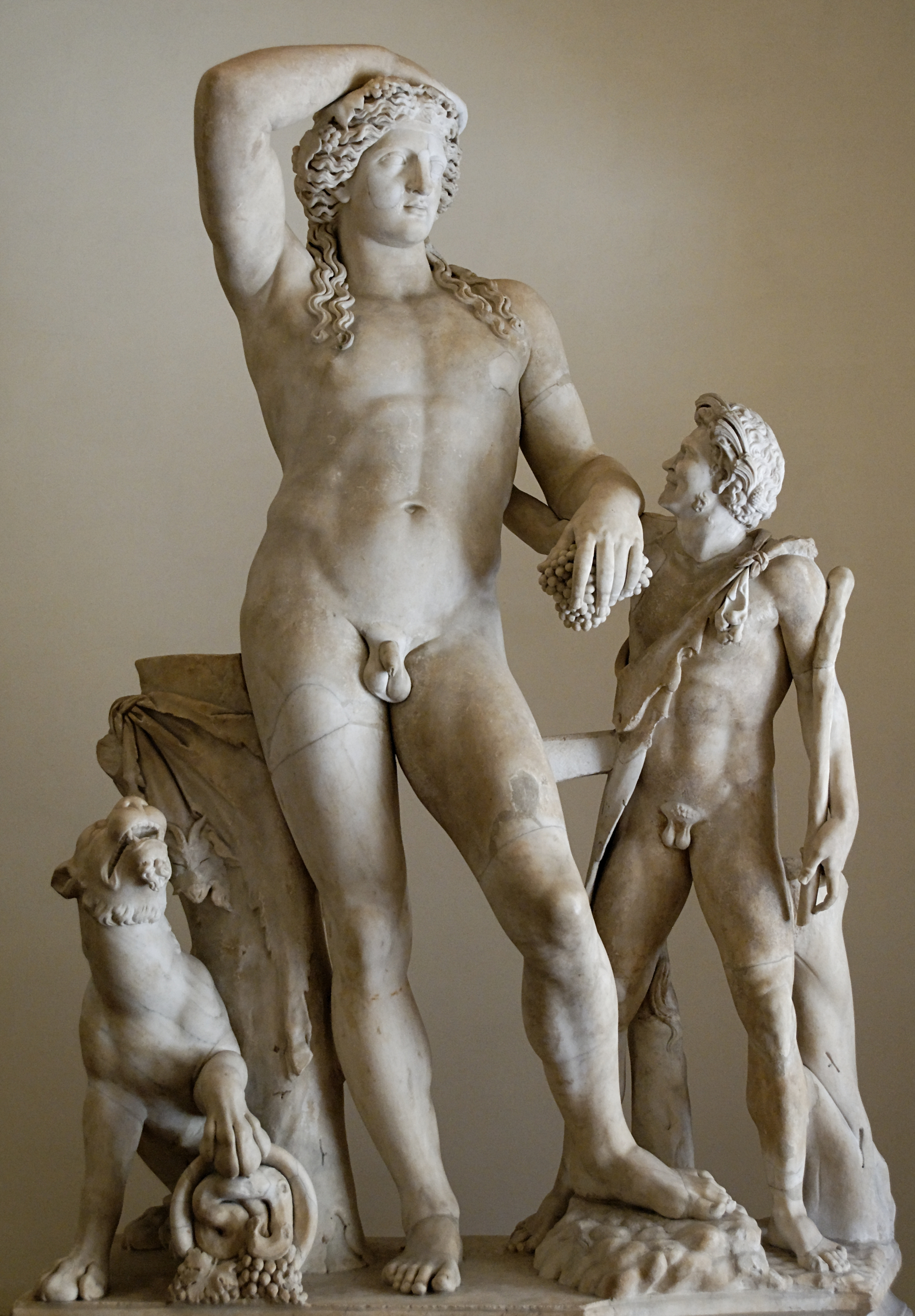
Een dronken Dionysos leunt op een satyr (Palazzo Altemps)
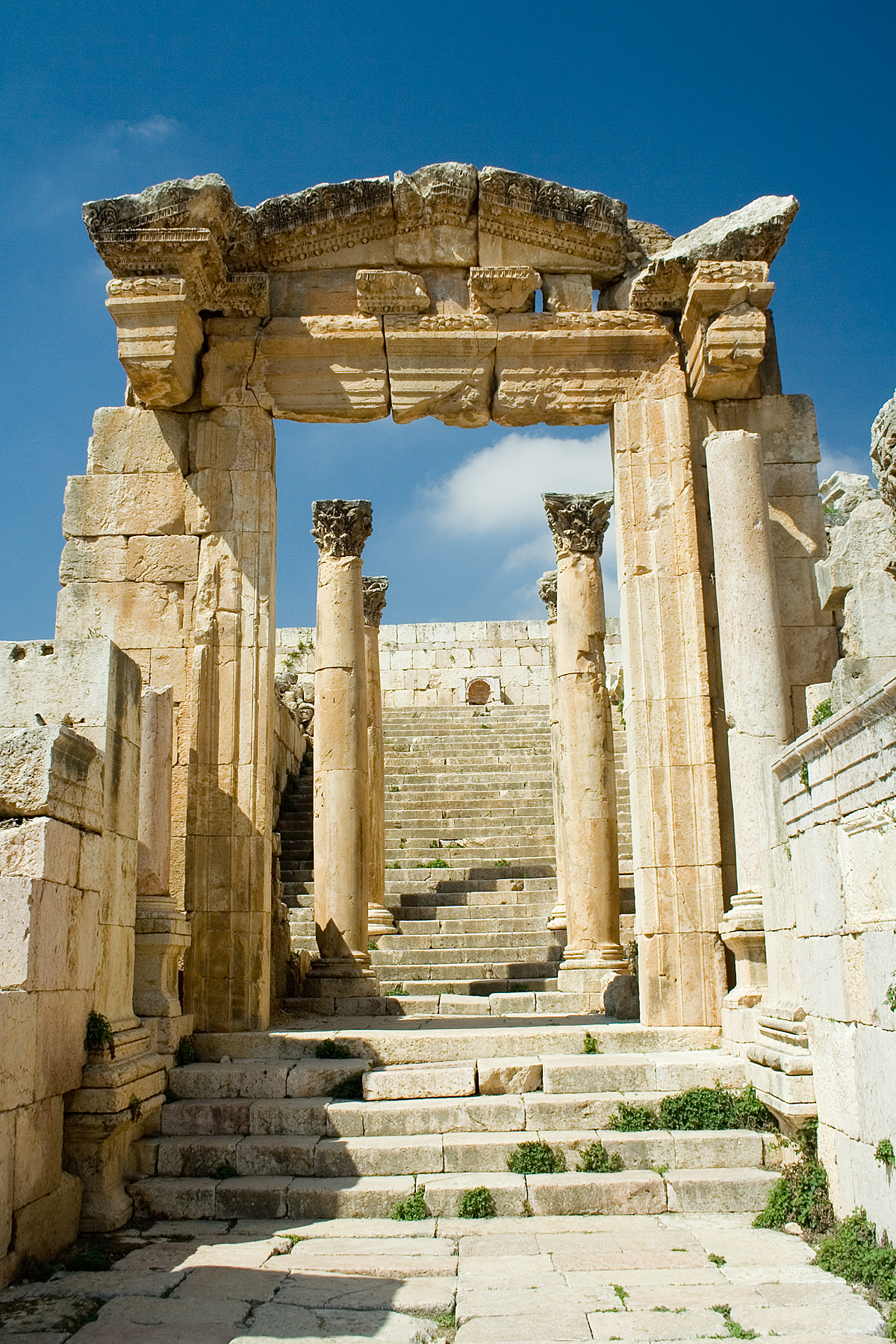
Tempel van Dionysos, Jerash
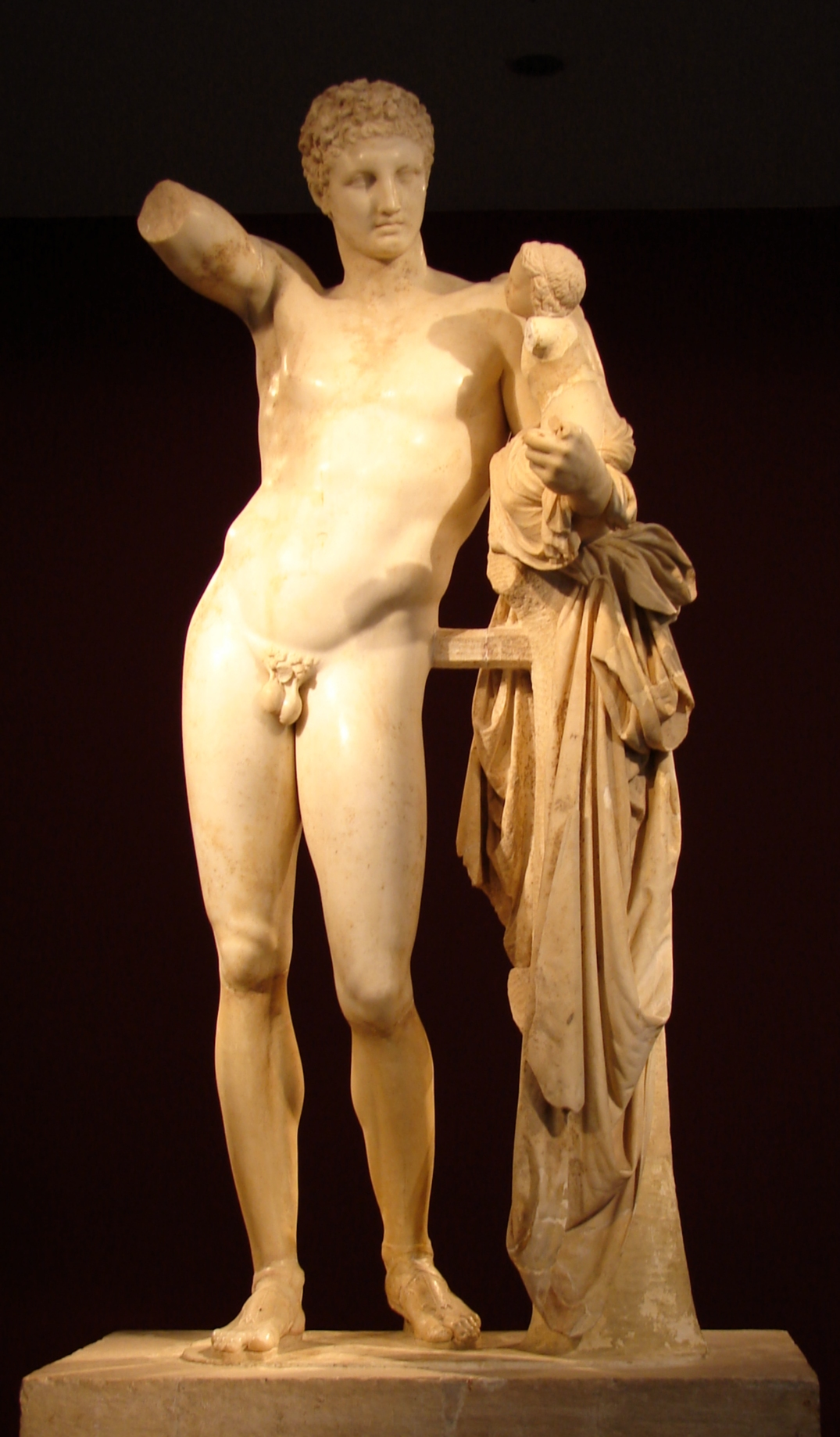
Hermes draagt Dionysos (toegeschreven aan Praxiteles, archeologisch museum van Olympia)
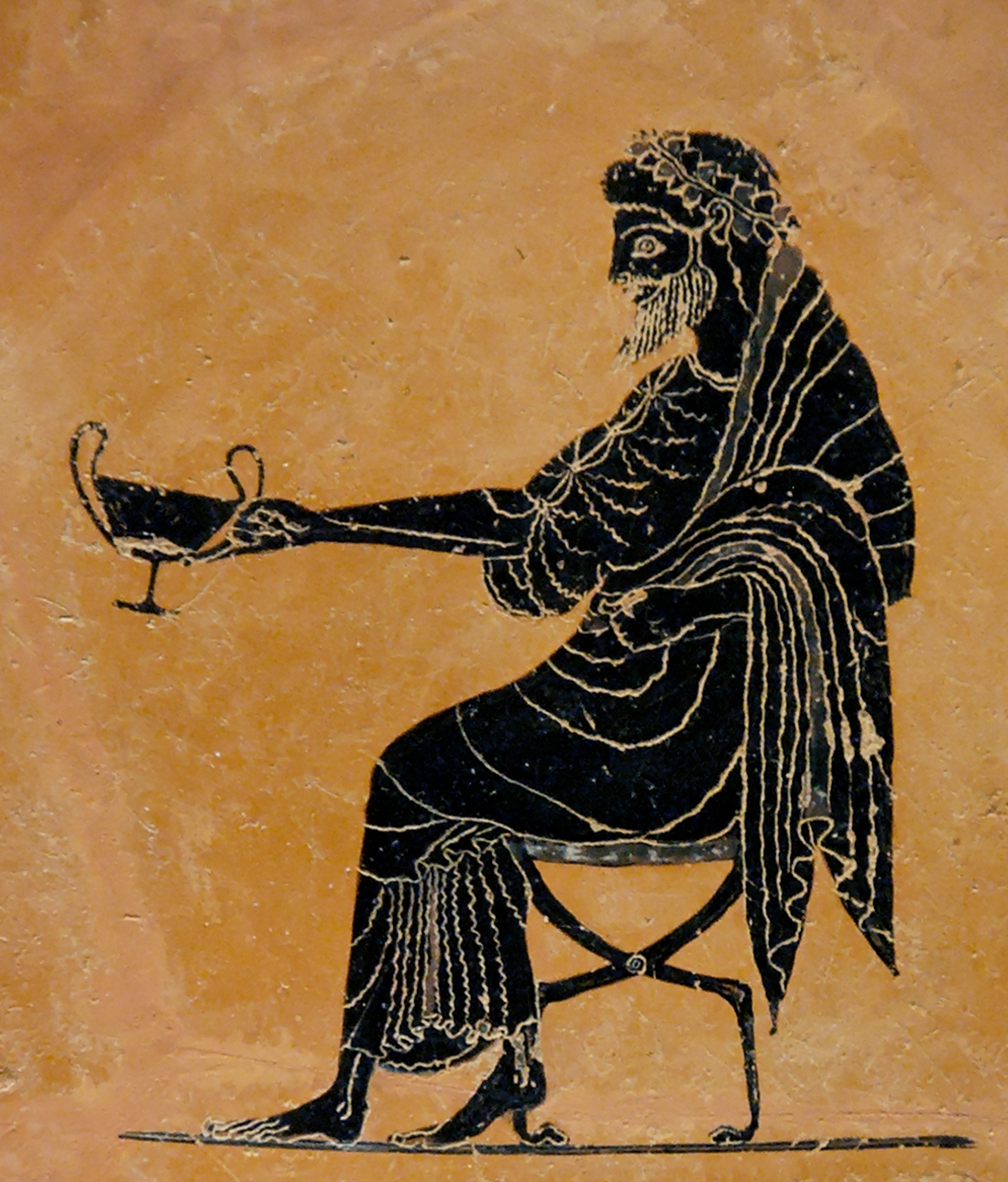
Dionysos houdt een kantharos vast (British Museum)
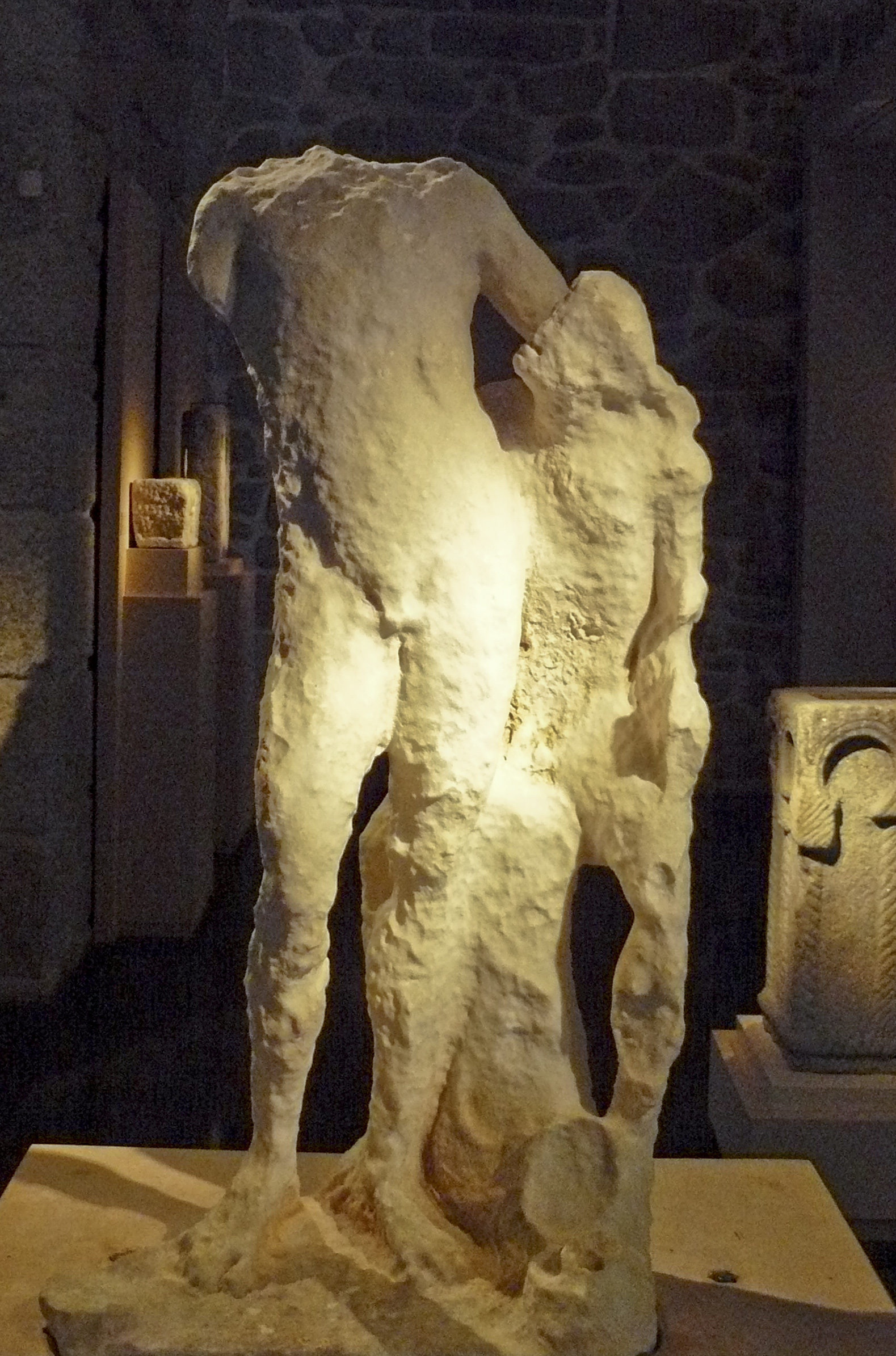
Dionysos en een satyr (archeologisch museum van Ourense)
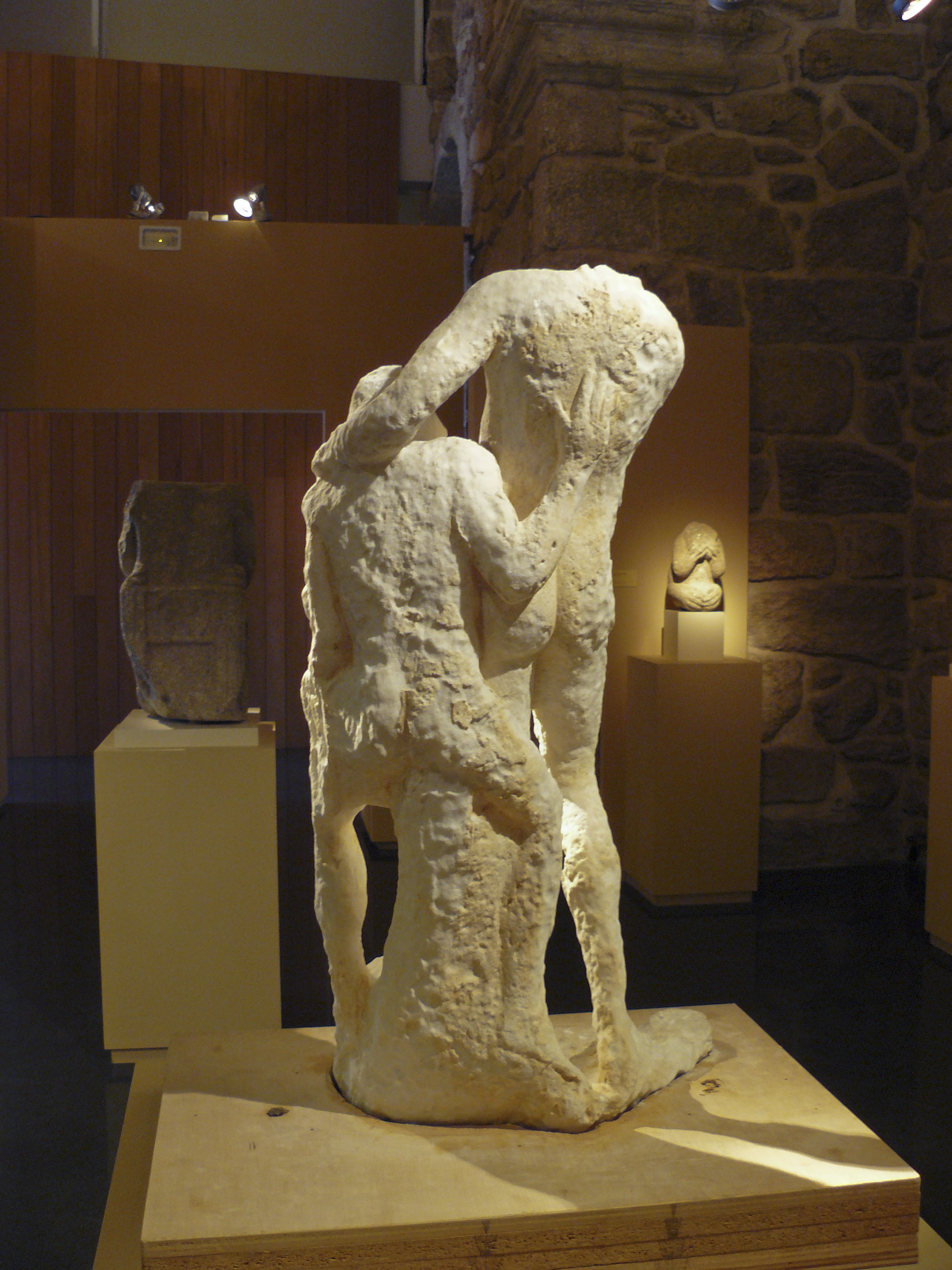
Dionysos en een satyr (archeologisch museum van Ourense)
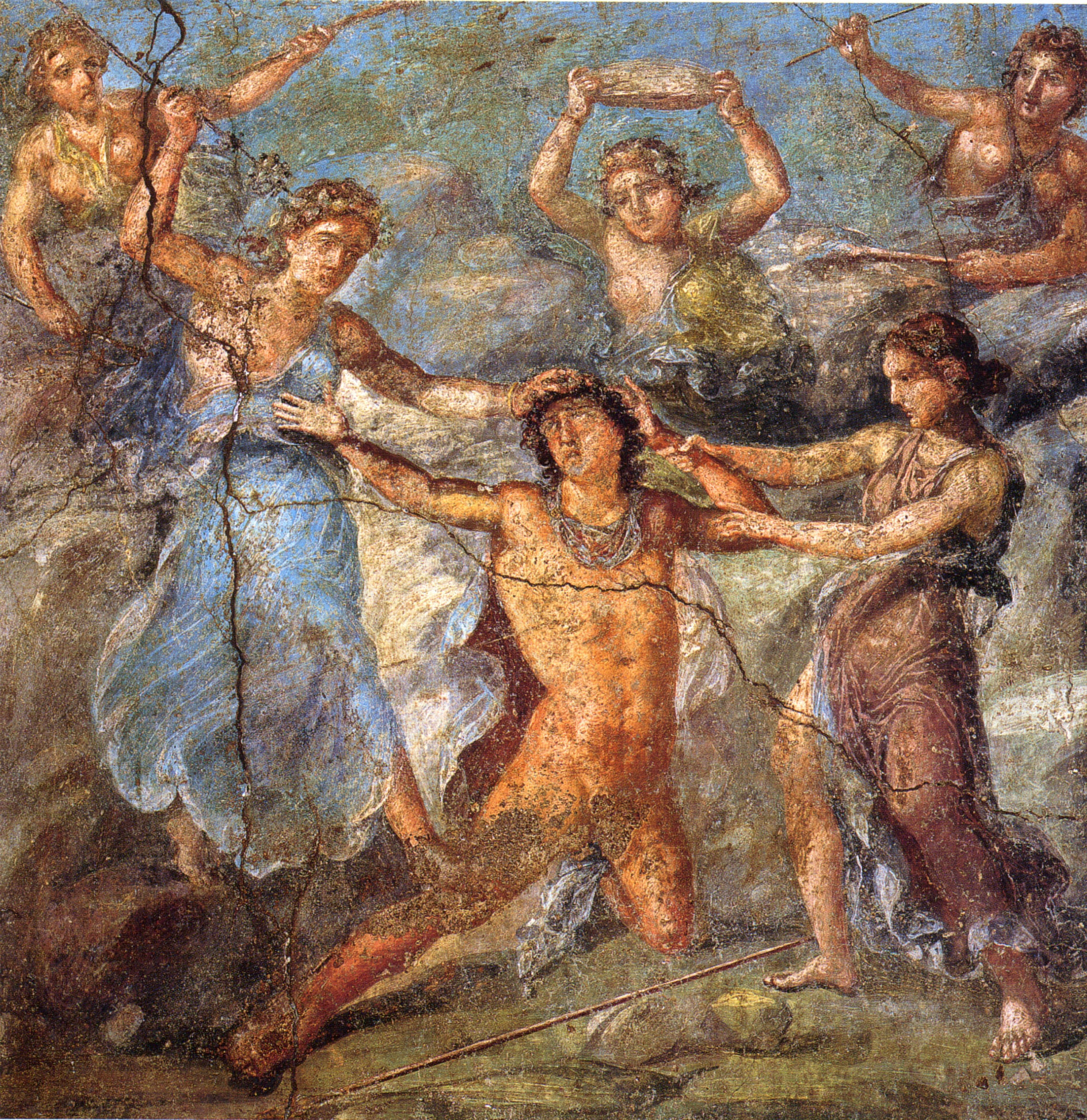
Pentheus wordt door mainaden vermoord, Pompeï, Casa dei Vettii

## Stamboom
|      |      |      |      |          |          |          |          |          |          |        |        |         |         |         |         |          |          |          |          | Nilus      | Nilus      | Nilus      | Nilus      | Nilus      | Nilus      |            |            | Lybia      | Lybia      | Lybia  | Lybia  | Lybia     | Lybia     |           |           |           |           |        |        |         |         |         |         |          |          |          |          |           |           |           |           | Poseidon  | Poseidon  | Poseidon | Poseidon | Poseidon | Poseidon |        |        |        |        |  |  |           |           |           |           |           |           |          |          |          |          |         |         | Alcyone | Alcyone | Alcyone | Alcyone | Alcyone  | Alcyone  |          |          |          |          |
|      |      |      |      |          |          |          |          |          |          |        |        |         |         |         |         |          |          |          |          | Nilus      | Nilus      | Nilus      | Nilus      | Nilus      | Nilus      |            |            | Lybia      | Lybia      | Lybia  | Lybia  | Lybia     | Lybia     |           |           |           |           |        |        |         |         |         |         |          |          |          |          |           |           |           |           | Poseidon  | Poseidon  | Poseidon | Poseidon | Poseidon | Poseidon |        |        |        |        |  |  |           |           |           |           |           |           |          |          |          |          |         |         | Alcyone | Alcyone | Alcyone | Alcyone | Alcyone  | Alcyone  |          |          |          |          |
|      |      |      |      |          |          |          |          |          |          |        |        |         |         |         |         |          |          |          |          |            |            |            |            |            |            |            |            |            |            |        |        |           |           |           |           |           |           |        |        |         |         |         |         |          |          |          |          |           |           |           |           |           |           |          |          |          |          |        |        |        |        |  |  |           |           |           |           |           |           |          |          |          |          |         |         |         |         |         |         |          |          |          |          |          |          |
|      |      |      |      |          |          |          |          |          |          |        |        |         |         |         |         |          |          |          |          |            |            |            |            |            |            |            |            |            |            |        |        |           |           |           |           |           |           |        |        |         |         |         |         |          |          |          |          |           |           |           |           |           |           |          |          |          |          |        |        |        |        |  |  |           |           |           |           |           |           |          |          |          |          |         |         |         |         |         |         |          |          |          |          |          |          |
|      |      |      |      |          |          |          |          |          |          |        |        | Agenor  | Agenor  | Agenor  | Agenor  | Agenor   | Agenor   |          |          | Telephassa | Telephassa | Telephassa | Telephassa | Telephassa | Telephassa |            |            |            |            |        |        | Belus     | Belus     | Belus     | Belus     | Belus     | Belus     |        |        | Ares    | Ares    | Ares    | Ares    | Ares     | Ares     |          |          | Aphrodite | Aphrodite | Aphrodite | Aphrodite | Aphrodite | Aphrodite |          |          |          |          |        |        |        |        |  |  |           |           |           |           |           |           |          |          | Hyrieus  | Hyrieus  | Hyrieus | Hyrieus | Hyrieus | Hyrieus |         |         |          |          |          |          |          |          |
|      |      |      |      |          |          |          |          |          |          |        |        | Agenor  | Agenor  | Agenor  | Agenor  | Agenor   | Agenor   |          |          | Telephassa | Telephassa | Telephassa | Telephassa | Telephassa | Telephassa |            |            |            |            |        |        | Belus     | Belus     | Belus     | Belus     | Belus     | Belus     |        |        | Ares    | Ares    | Ares    | Ares    | Ares     | Ares     |          |          | Aphrodite | Aphrodite | Aphrodite | Aphrodite | Aphrodite | Aphrodite |          |          |          |          |        |        |        |        |  |  |           |           |           |           |           |           |          |          | Hyrieus  | Hyrieus  | Hyrieus | Hyrieus | Hyrieus | Hyrieus |         |         |          |          |          |          |          |          |
|      |      |      |      |          |          |          |          |          |          |        |        |         |         |         |         |          |          |          |          |            |            |            |            |            |            |            |            |            |            |        |        |           |           |           |           |           |           |        |        |         |         |         |         |          |          |          |          |           |           |           |           |           |           |          |          |          |          |        |        |        |        |  |  |           |           |           |           |           |           |          |          |          |          |         |         |         |         |         |         |          |          |          |          |          |          |
|      |      |      |      |          |          |          |          |          |          |        |        |         |         |         |         |          |          |          |          |            |            |            |            |            |            |            |            |            |            |        |        |           |           |           |           |           |           |        |        |         |         |         |         |          |          |          |          |           |           |           |           |           |           |          |          |          |          |        |        |        |        |  |  |           |           |           |           |           |           |          |          |          |          |         |         |         |         |         |         |          |          |          |          |          |          |
|      |      |      |      | Thasos   | Thasos   | Thasos   | Thasos   | Thasos   | Thasos   |        |        | Phoinix | Phoinix | Phoinix | Phoinix | Phoinix  | Phoinix  |          |          | Cilix      | Cilix      | Cilix      | Cilix      | Cilix      | Cilix      |            |            | Europa     | Europa     | Europa | Europa | Europa    | Europa    |           |           | Kadmos    | Kadmos    | Kadmos | Kadmos | Kadmos  | Kadmos  |         |         | Harmonia | Harmonia | Harmonia | Harmonia | Harmonia  | Harmonia  |           |           |           |           |          |          |          |          |        |        |        |        |  |  |           |           |           |           |           |           |          |          |          |          |         |         |         |         |         |         |          |          |          |          |          |          |
|      |      |      |      | Thasos   | Thasos   | Thasos   | Thasos   | Thasos   | Thasos   |        |        | Phoinix | Phoinix | Phoinix | Phoinix | Phoinix  | Phoinix  |          |          | Cilix      | Cilix      | Cilix      | Cilix      | Cilix      | Cilix      |            |            | Europa     | Europa     | Europa | Europa | Europa    | Europa    |           |           | Kadmos    | Kadmos    | Kadmos | Kadmos | Kadmos  | Kadmos  |         |         | Harmonia | Harmonia | Harmonia | Harmonia | Harmonia  | Harmonia  |           |           |           |           |          |          |          |          |        |        |        |        |  |  |           |           |           |           |           |           |          |          |          |          |         |         |         |         |         |         |          |          |          |          |          |          |
|      |      |      |      |          |          |          |          |          |          |        |        |         |         |         |         |          |          |          |          |            |            |            |            |            |            |            |            |            |            |        |        |           |           |           |           |           |           |        |        |         |         |         |         |          |          |          |          |           |           |           |           |           |           |          |          |          |          |        |        |        |        |  |  |           |           |           |           |           |           |          |          |          |          |         |         |         |         |         |         |          |          |          |          |          |          |
|      |      |      |      |          |          |          |          |          |          |        |        |         |         |         |         |          |          |          |          |            |            |            |            |            |            |            |            |            |            |        |        |           |           |           |           |           |           |        |        |         |         |         |         |          |          |          |          |           |           |           |           |           |           |          |          |          |          |        |        |        |        |  |  |           |           |           |           |           |           |          |          |          |          |         |         |         |         |         |         |          |          |          |          |          |          |
| Zeus | Zeus | Zeus | Zeus | Zeus     | Zeus     |          |          | Semele   | Semele   | Semele | Semele | Semele  | Semele  |         |         | Athamas  | Athamas  | Athamas  | Athamas  | Athamas    | Athamas    |            |            | Ino        | Ino        | Ino        | Ino        | Ino        | Ino        |        |        | Aristaeus | Aristaeus | Aristaeus | Aristaeus | Aristaeus | Aristaeus |        |        | Autonoë | Autonoë | Autonoë | Autonoë | Autonoë  | Autonoë  |          |          | Echion    | Echion    | Echion    | Echion    | Echion    | Echion    |          |          | Agave    | Agave    | Agave  | Agave  | Agave  | Agave  |  |  | Polydorus | Polydorus | Polydorus | Polydorus | Polydorus | Polydorus |          |          | Nycteis  | Nycteis  | Nycteis | Nycteis | Nycteis | Nycteis |         |         | Illyrius | Illyrius | Illyrius | Illyrius | Illyrius | Illyrius |
| Zeus | Zeus | Zeus | Zeus | Zeus     | Zeus     |          |          | Semele   | Semele   | Semele | Semele | Semele  | Semele  |         |         | Athamas  | Athamas  | Athamas  | Athamas  | Athamas    | Athamas    |            |            | Ino        | Ino        | Ino        | Ino        | Ino        | Ino        |        |        | Aristaeus | Aristaeus | Aristaeus | Aristaeus | Aristaeus | Aristaeus |        |        | Autonoë | Autonoë | Autonoë | Autonoë | Autonoë  | Autonoë  |          |          | Echion    | Echion    | Echion    | Echion    | Echion    | Echion    |          |          | Agave    | Agave    | Agave  | Agave  | Agave  | Agave  |  |  | Polydorus | Polydorus | Polydorus | Polydorus | Polydorus | Polydorus |          |          | Nycteis  | Nycteis  | Nycteis | Nycteis | Nycteis | Nycteis |         |         | Illyrius | Illyrius | Illyrius | Illyrius | Illyrius | Illyrius |
|      |      |      |      |          |          |          |          |          |          |        |        |         |         |         |         |          |          |          |          |            |            |            |            |            |            |            |            |            |            |        |        |           |           |           |           |           |           |        |        |         |         |         |         |          |          |          |          |           |           |           |           |           |           |          |          |          |          |        |        |        |        |  |  |           |           |           |           |           |           |          |          |          |          |         |         |         |         |         |         |          |          |          |          |          |          |
|      |      |      |      |          |          |          |          |          |          |        |        |         |         |         |         |          |          |          |          |            |            |            |            |            |            |            |            |            |            |        |        |           |           |           |           |           |           |        |        |         |         |         |         |          |          |          |          |           |           |           |           |           |           |          |          |          |          |        |        |        |        |  |  |           |           |           |           |           |           |          |          |          |          |         |         |         |         |         |         |          |          |          |          |          |          |
|      |      |      |      | Dionysus | Dionysus | Dionysus | Dionysus | Dionysus | Dionysus |        |        |         |         |         |         | Learches | Learches | Learches | Learches | Learches   | Learches   |            |            | Melicertes | Melicertes | Melicertes | Melicertes | Melicertes | Melicertes |        |        | Actaeon   | Actaeon   | Actaeon   | Actaeon   | Actaeon   | Actaeon   |        |        | Macris  | Macris  | Macris  | Macris  | Macris   | Macris   |          |          | Pentheus  | Pentheus  | Pentheus  | Pentheus  | Pentheus  | Pentheus  |          |          | Epirus   | Epirus   | Epirus | Epirus | Epirus | Epirus |  |  |           |           |           |           | Labdacus  | Labdacus  | Labdacus | Labdacus | Labdacus | Labdacus |         |         |         |         |         |         |          |          |          |          |          |          |